# WeeChat
WeeChat — IRC-клиент для Unix-подобных операционных систем. Клиент использует curses интерфейс как основной, а также графические для Web, Qt, Android и Emacs.
В WeeChat любые действия могут быть выполнены с помощью клавиатуры, хотя он также поддерживает управление мышью. Он расширяется и настраивается с помощью плагинов и скриптов.

## Особенности
WeeChat имеет следующие особенности:
- IPv6
- SSL
- Поддержку прокси
- Разделение экрана для отображения нескольких окон одновременно
- Поиск текста по мере набора
- Поддержка aspell для проверки орфографии
- Поддержка скриптов на многих языках программирования (Perl, Python, Ruby, Lua, Tcl, Scheme и GNU Guile)
- FIFO каналы для удаленного управления
- Поддержка множества кодировок символов
- Определяемые пользователем сокращения и сочетания клавиш.

## Поддерживаемые платформы
WeeChat поддерживает широкий спектр платформ и операционных систем, включая Linux, производные BSD (FreeBSD, NetBSD, OpenBSD, Debian GNU/kFreeBSD), Mac OS X, Debian GNU/Hurd, HP-UX, Solaris, QNX, Haiku, и Microsoft Windows (через библиотеку и API Cygwin).
Готовые к использованию пакеты и сборки WeeChat доступны для широкого спектра платформ и операционных систем. В том числе для многих дистрибутивов Linux, включая Debian, Ubuntu, Mandriva Linux, Fedora, Gentoo, and Arch Linux. WeeChat также доступен для пользователей FreeBSD через систему Портов BSD.

## Отзывы
В своем обзоре для Free Software Magazine, Мартин Браун присвоил WeeChat 43 балла из возможных 50, отметив что «На первый взгляд, WeeChat не такой дружественный и простой в использовании, как Rhapsody», но, «В приложении скрыта очень большая сила», включая расширения на Python, Perl, Ruby и Lua которые могут быть выбраны во время установки.